# Märkische Straße Technischer Kulturdenkmäler
Die Märkische Straße Technischer Kulturdenkmäler, kurz Märkische Technikstraße, ist ein Projekt der Erschließung alter Industriedenkmäler in der märkischen Region, um die Industriegeschichte anhand von konkreten Beispielen darzustellen.
Getragen wird das Projekt vom Förderverein Märkische Straße Technischer Kulturdenkmäler e. V., der 1996 in Hagen gegründet wurde und sich 2003 umbenannte in WasserEisenLand e. V. Die Geschäftsstelle befindet sich in der Südwestfälischen Industrie- und Handelskammer zu Hagen.

## Denkmalrouten
Insgesamt wurden bisher zehn Denkmalrouten erarbeitet:
Das Volme-Tal in Hagen
Route: Hagen
Mit Schaupunkten im Tal der Volme:

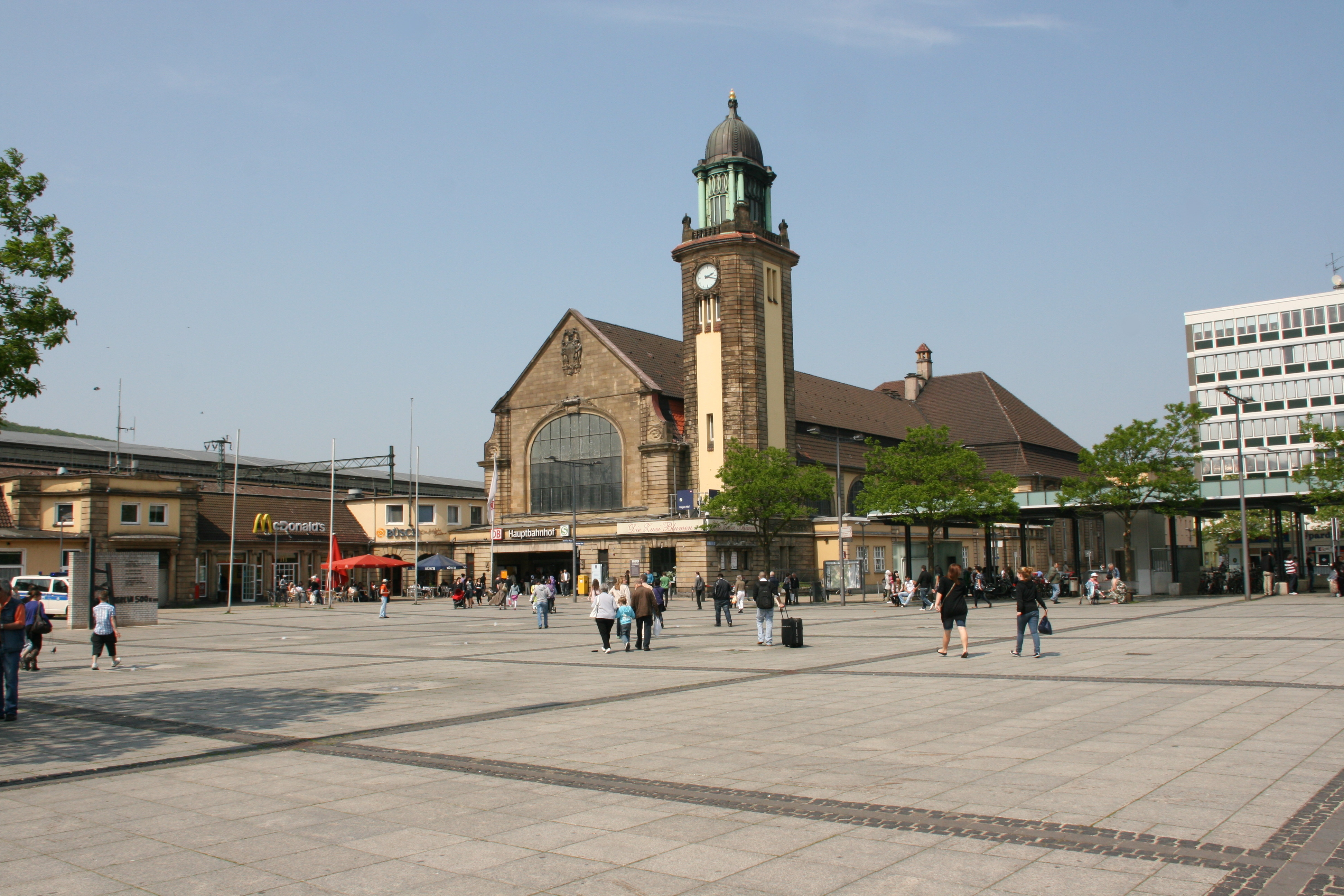
Hagen Hauptbahnhof

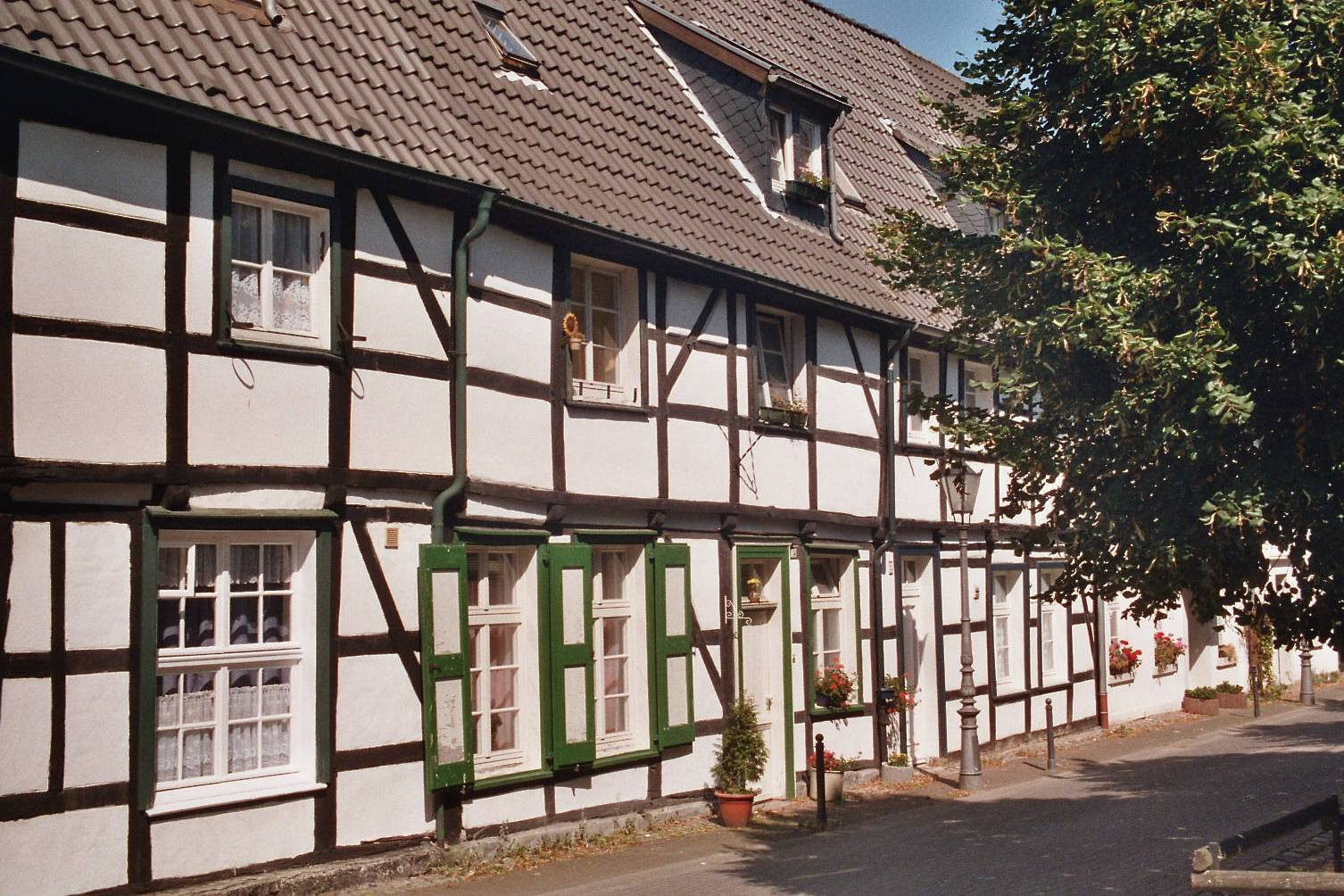
Lange Riege in Hagen-Eilpe

1. Ehemalige Schraubenfabrik und Gesenkschmiede
2. Bahnhof, Berliner Platz
3. Ehemalige Textilfabrik Elbers

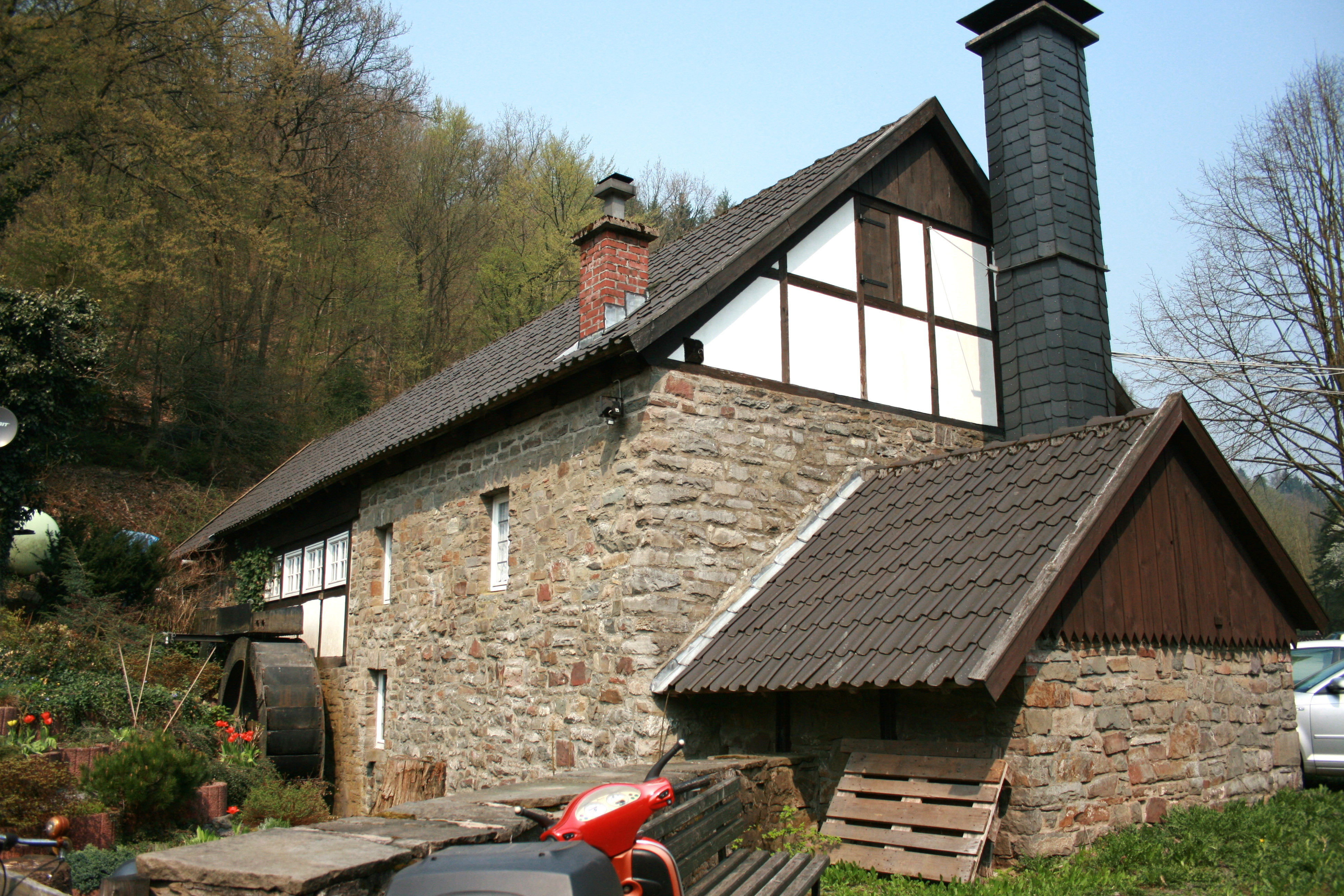
Die Brenscheider Kornmühle

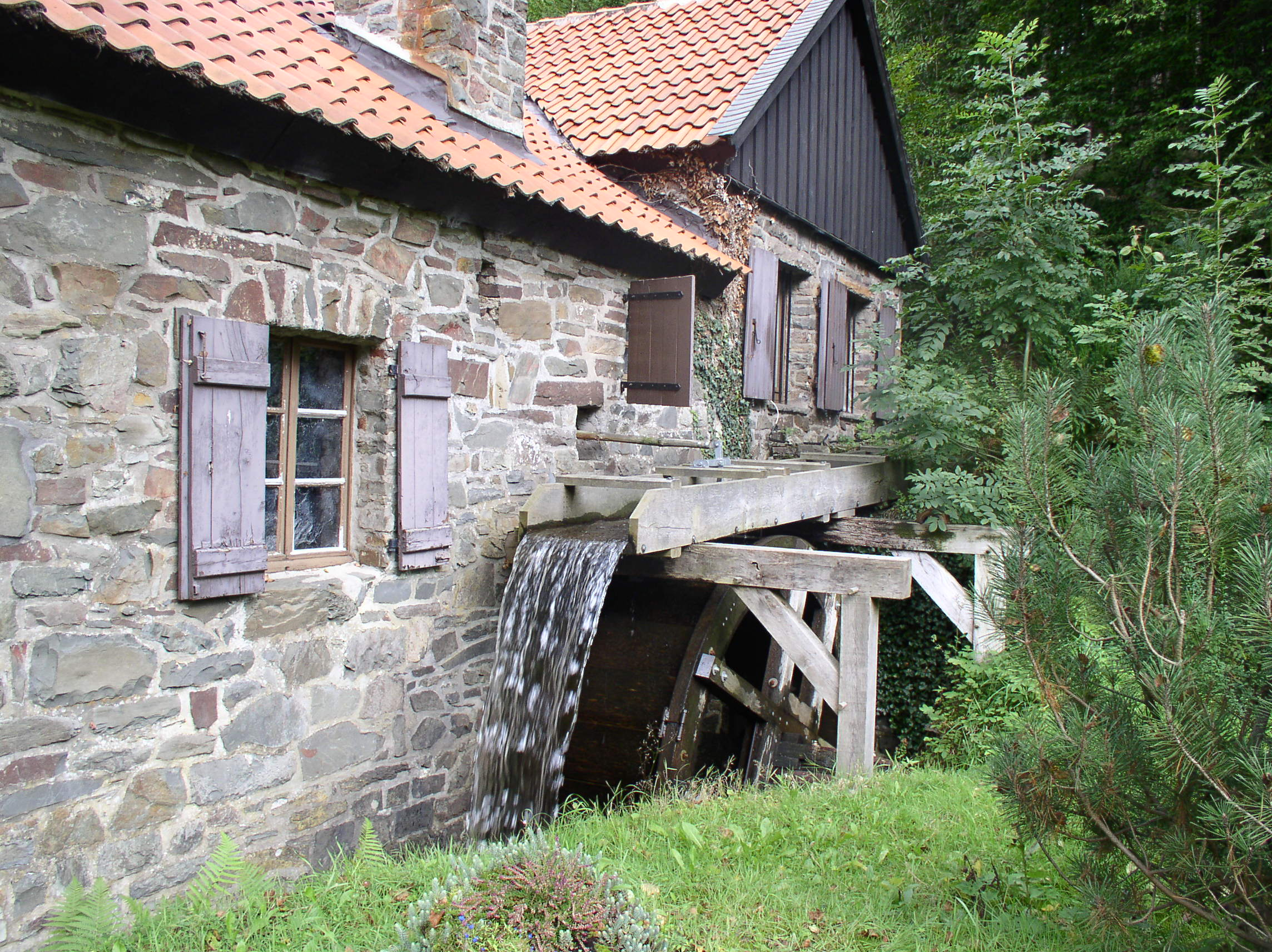
Die Brenscheider Ölmühle

4. Ehemaliges Verwaltungsgebäude
5. Ehemalige Klingenschmieden in Eilpe
6. Kettenfabrik Wippermann
7. Fabrikantenvilla und Kutscherhaus Lücköge
8. Schmiede Dahl
9. Hof mit ehemaliger Kornmühle und ehemaliger Schmiede (Krummewiese/Rummenohl)

Die „Hohe Limburg“ und das Nahmertal
Route: Hagen, Nachrodt-Wiblingwerde
1. Ehemalige Schloßbrauerei
2. Lennewehr Hohenlimburg
3. Ehemalige Walze Hohenlimburg
4. Walzwerk Firma Giebel
5. Ehemaliges Verwaltungsgebäude eines Kupferhammers
6. Ehemaliges Fabrikantenhaus Nahmertal
7. Selbachs Hammer
8. Brenscheider Kornmühle
9. Brenscheider Ölmühle

Die Ennepe, von der Talsperre bis nach Hagen

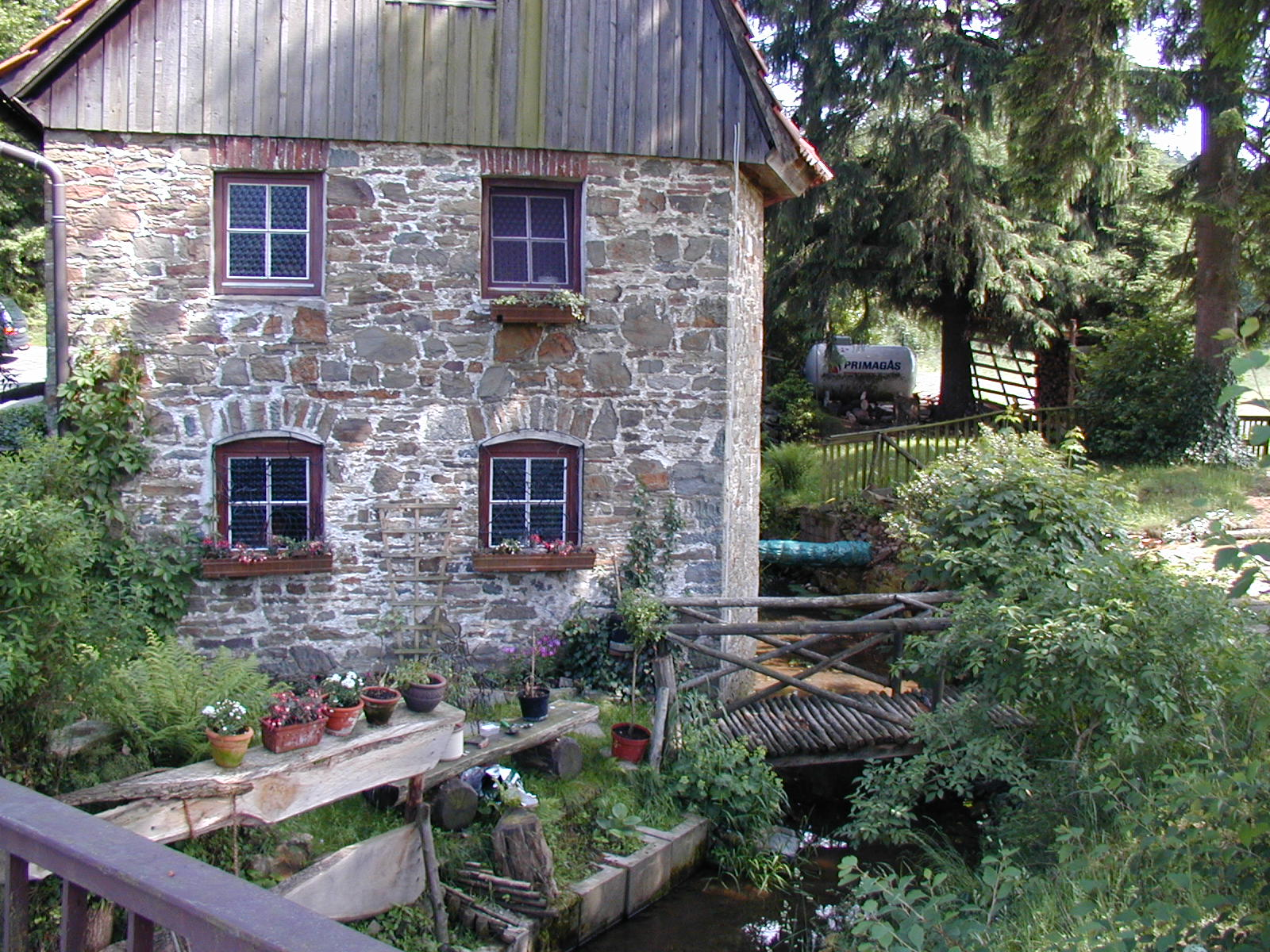
Löher Mühle (Löhrmühle)

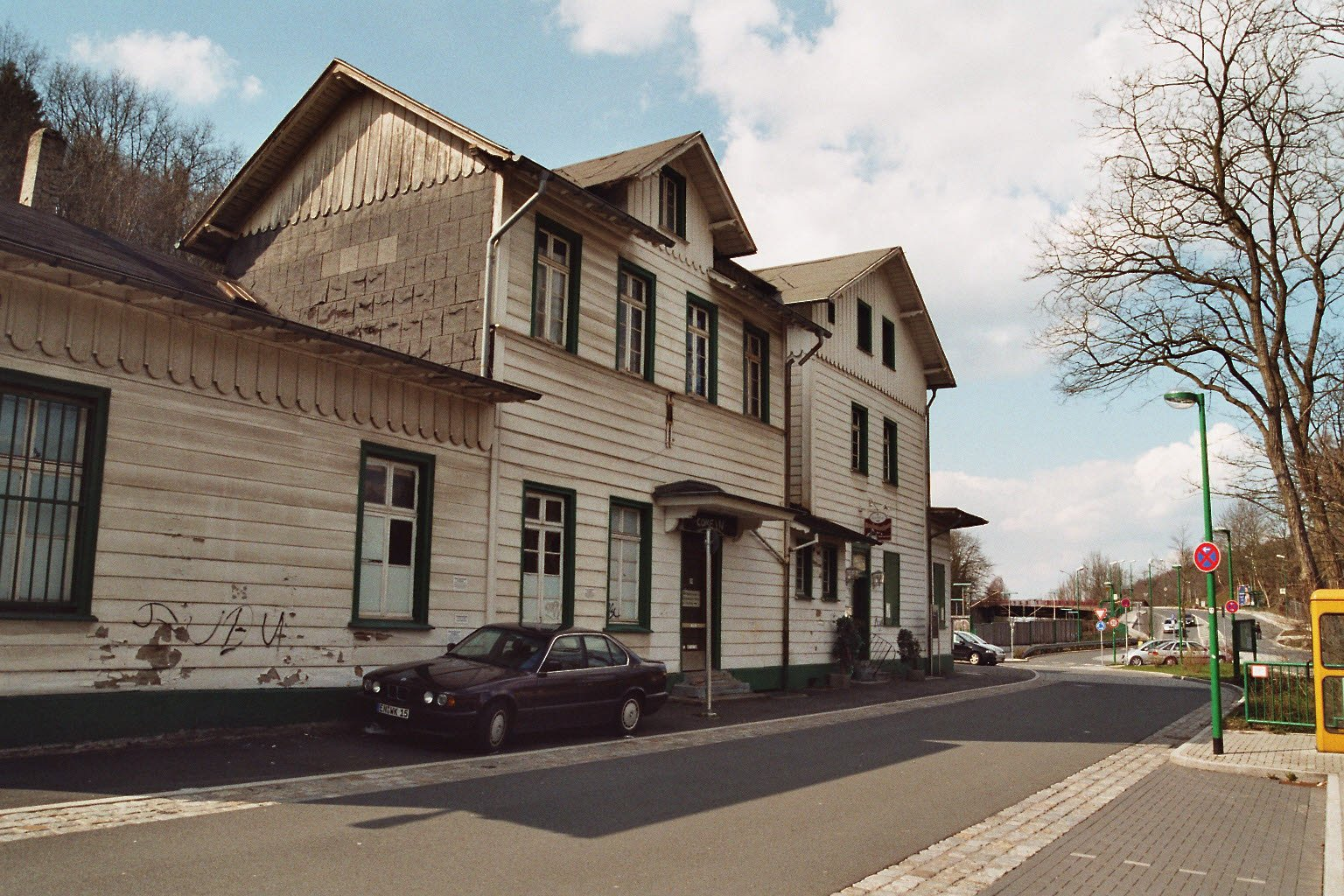
Bahnhof Milspe

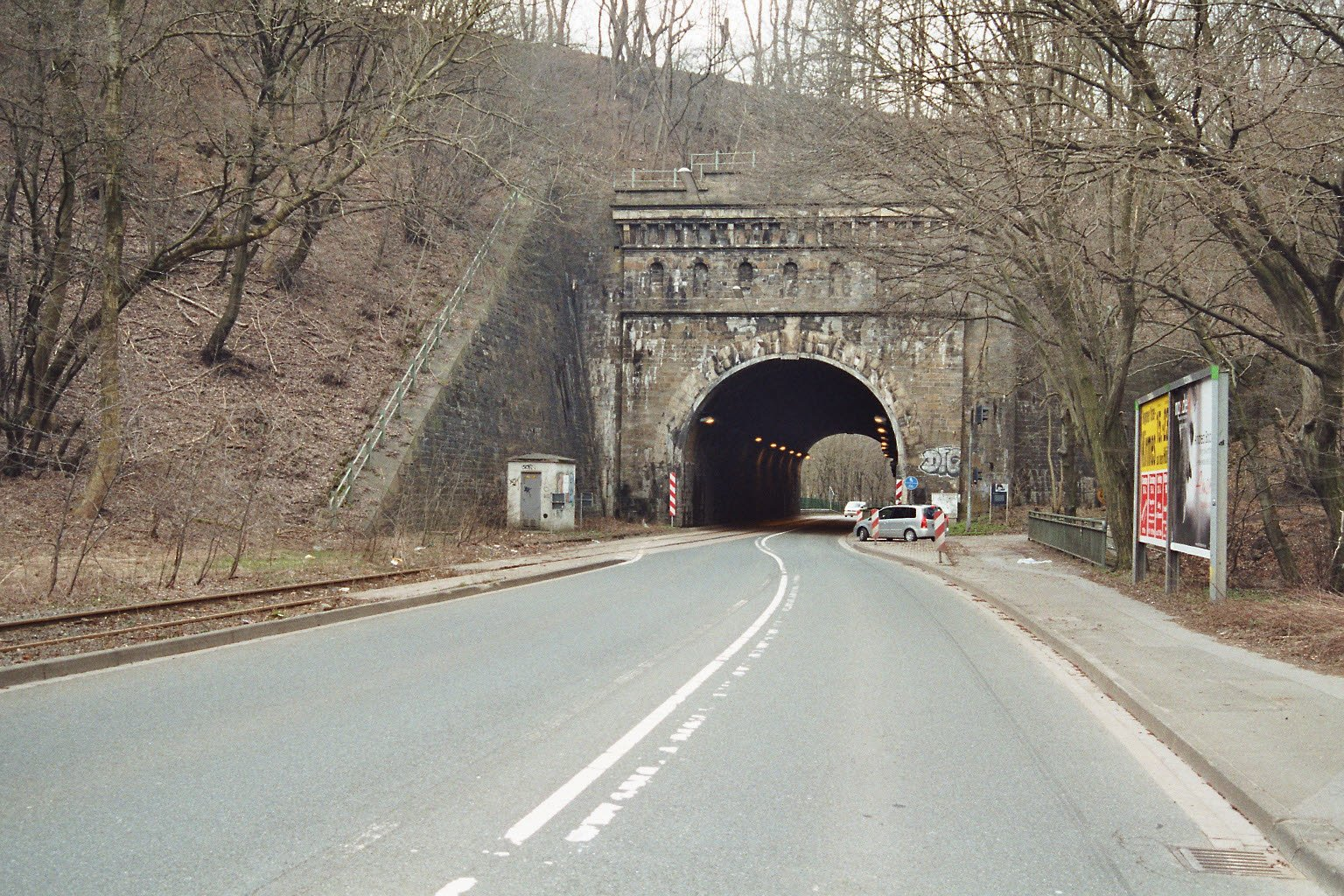
Der Kruiner Tunnel

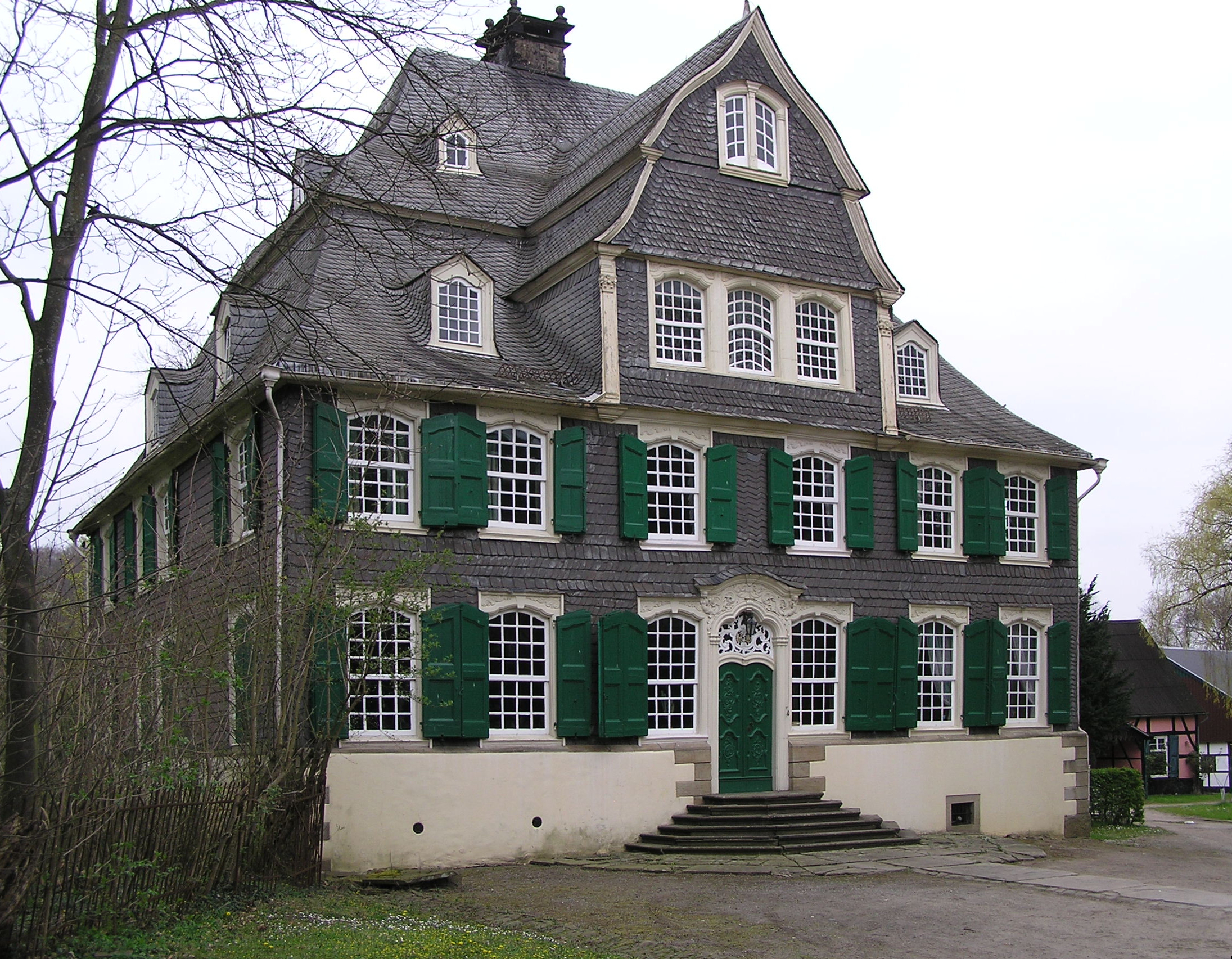
Herrenhaus Haus Harkorten

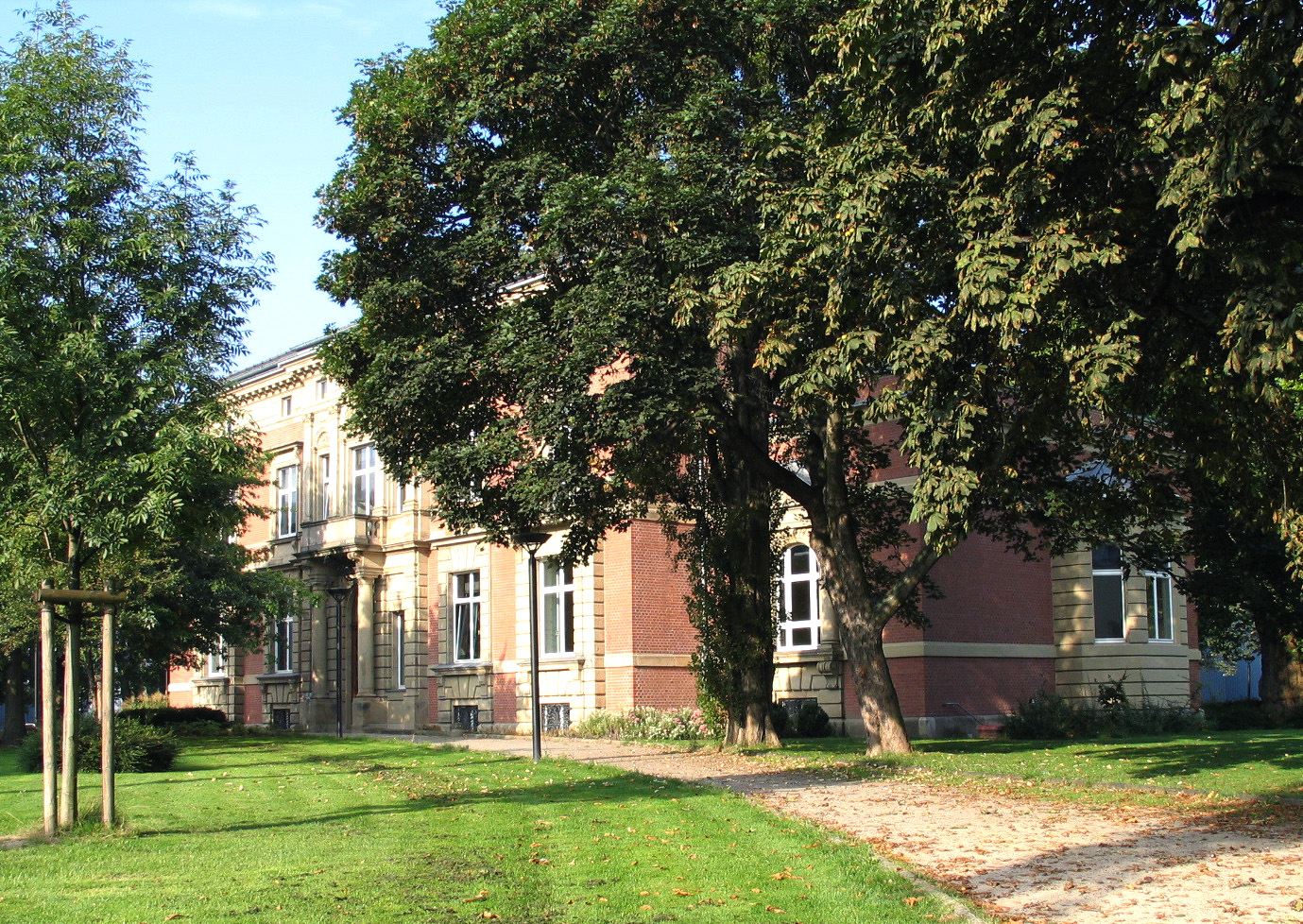
Die Villa Post in Hagen

Route: Halver, Ennepetal, Gevelsberg, Hagen
1. Löher Mühle (Löhrmühle)
2. Straßenbrücke über die Ennepe bei Nordeln
3. Ehemalige Schmiede und Backhaus in Oberbuschhausen
4. Brücke über den Ennepe-Obergraben in Osenberg
5. Ehemalige Schmiede in Burg
6. Gießerei Kruse in Altenvoerde
7. Bahnhof Milspe
8. Kruiner Tunnel
9. Ehemalige Fabrik für Zigaretten-Verpackungsmaschinen (Firma Niepmann)
10. Ehemalige Kleineisenschmiede in Gevelsberg
11. Ehemalige Brennerei Niedernberg & Krüner
12. Ehemalige Kaffeemühlenfabrik in Westerbauer
13. Haus Harkorten in Westerbauer
14. Ehemalige Harkortfabrik in Westerbauer
15. Ehemaliges Stellwerk
16. Kontorgebäude Firma Schenker in Kückelhausen
17. Villa Post in Wehringhausen
18. Bahnhof, Berliner Platz
19. Ehemalige Schraubenfabrik und Gesenkschmiede

Die historische Altstadt in Lüdenscheid
Route: Lüdenscheid

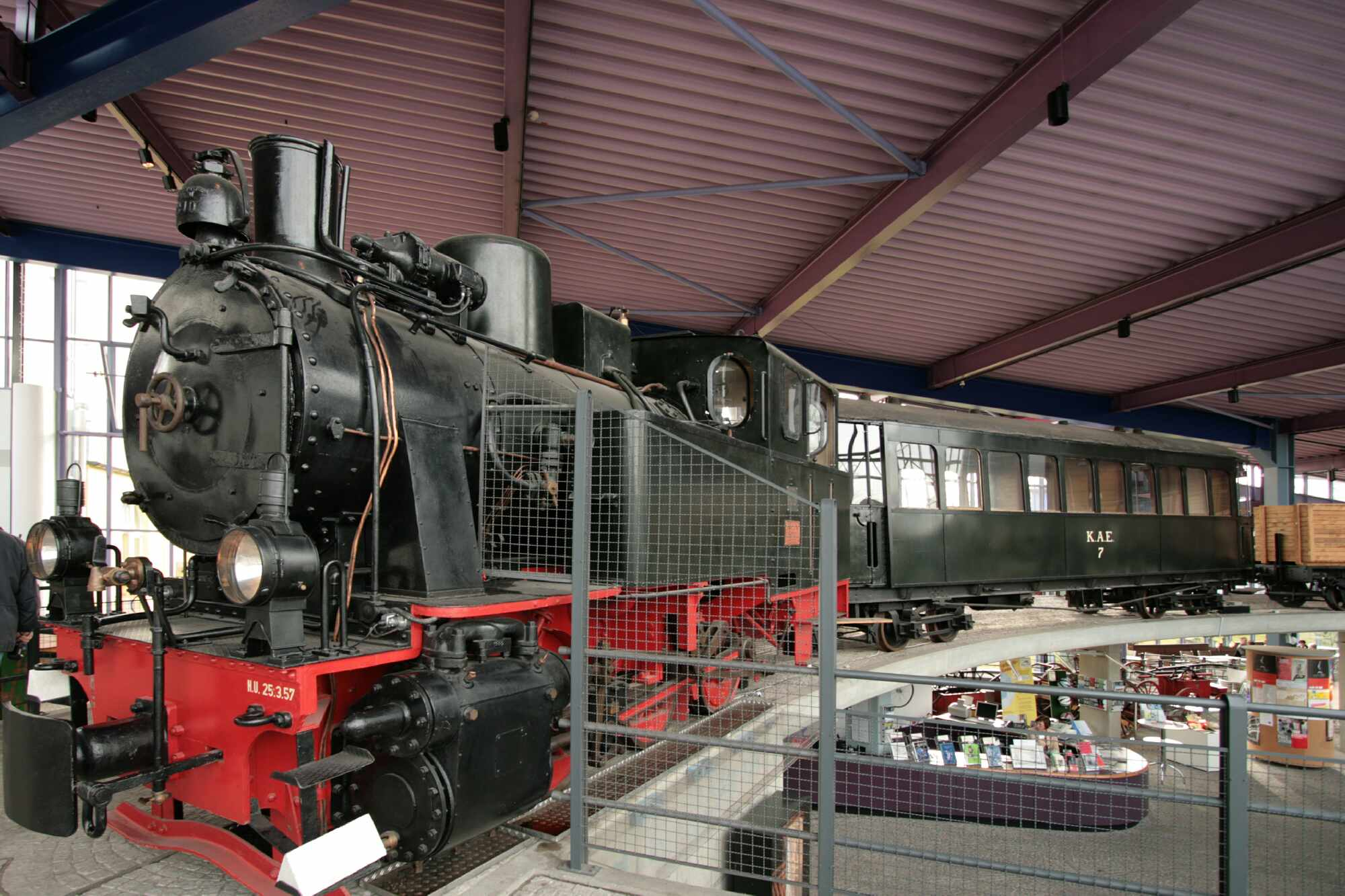
Eisenbahnzug im Geschichtsmuseum der Stadt Lüdenscheid

1. Ehemaliges Fabrikgebäude Firma Berg
2. Fabrikgebäude Firma Kremp & Hüttemeister
3. Arbeitersiedlung
4. Umspannhaus
5. Dampfkesselanlage der Firma Brauckmann & Pröbsting
6. Umspann- und Brunnenhaus
7. Eisenbahnzug im Stadtmuseum

Die Hönne in Balve
Route: Balve
1. Klusensteiner Mühle im Hönnetal
2. Kalköfen Horst in Eisborn
3. Bahnhofsempfangsgebäude Binolen
4. Kalkofen Grübeck

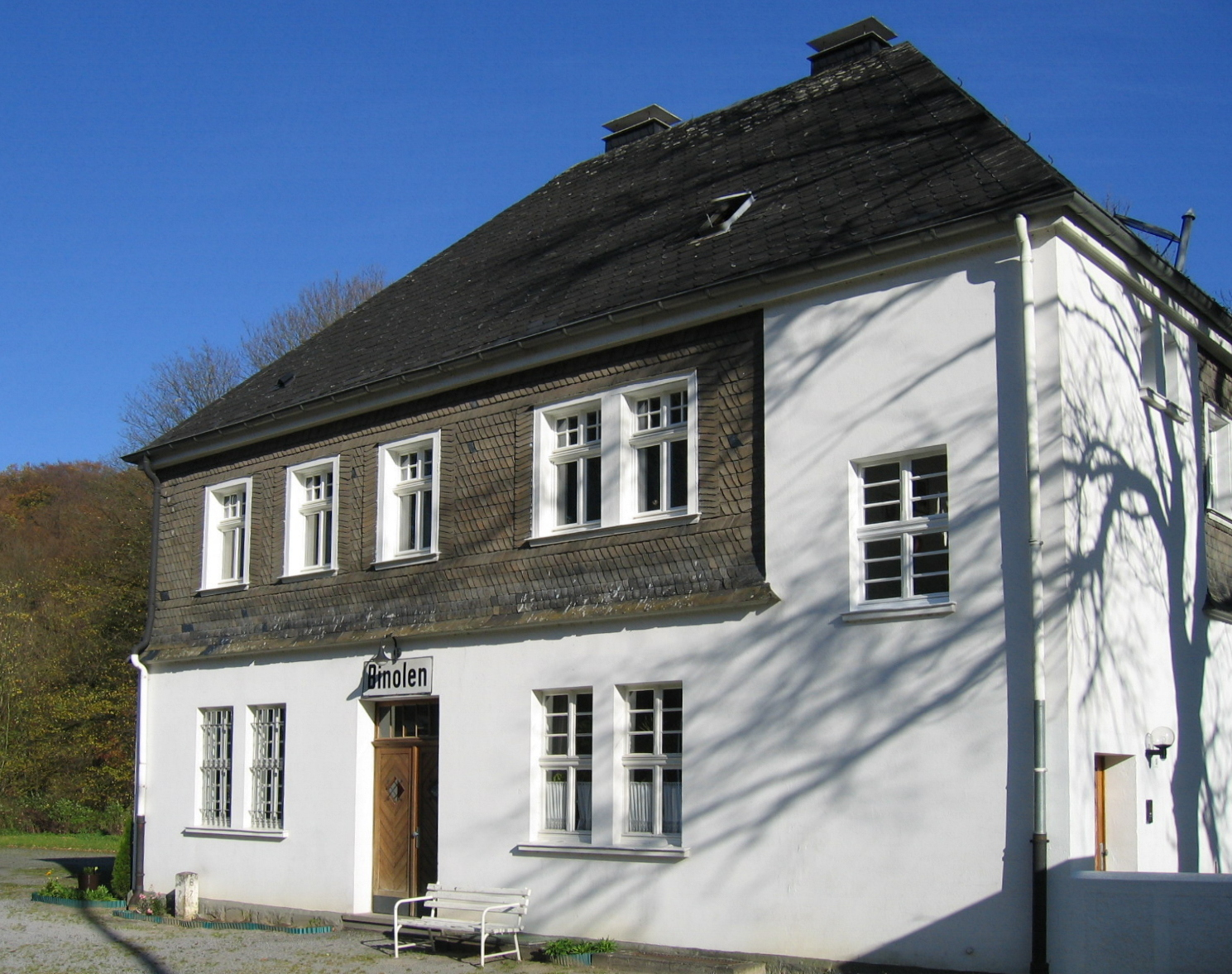
Bahnhofsgebäude Binolen

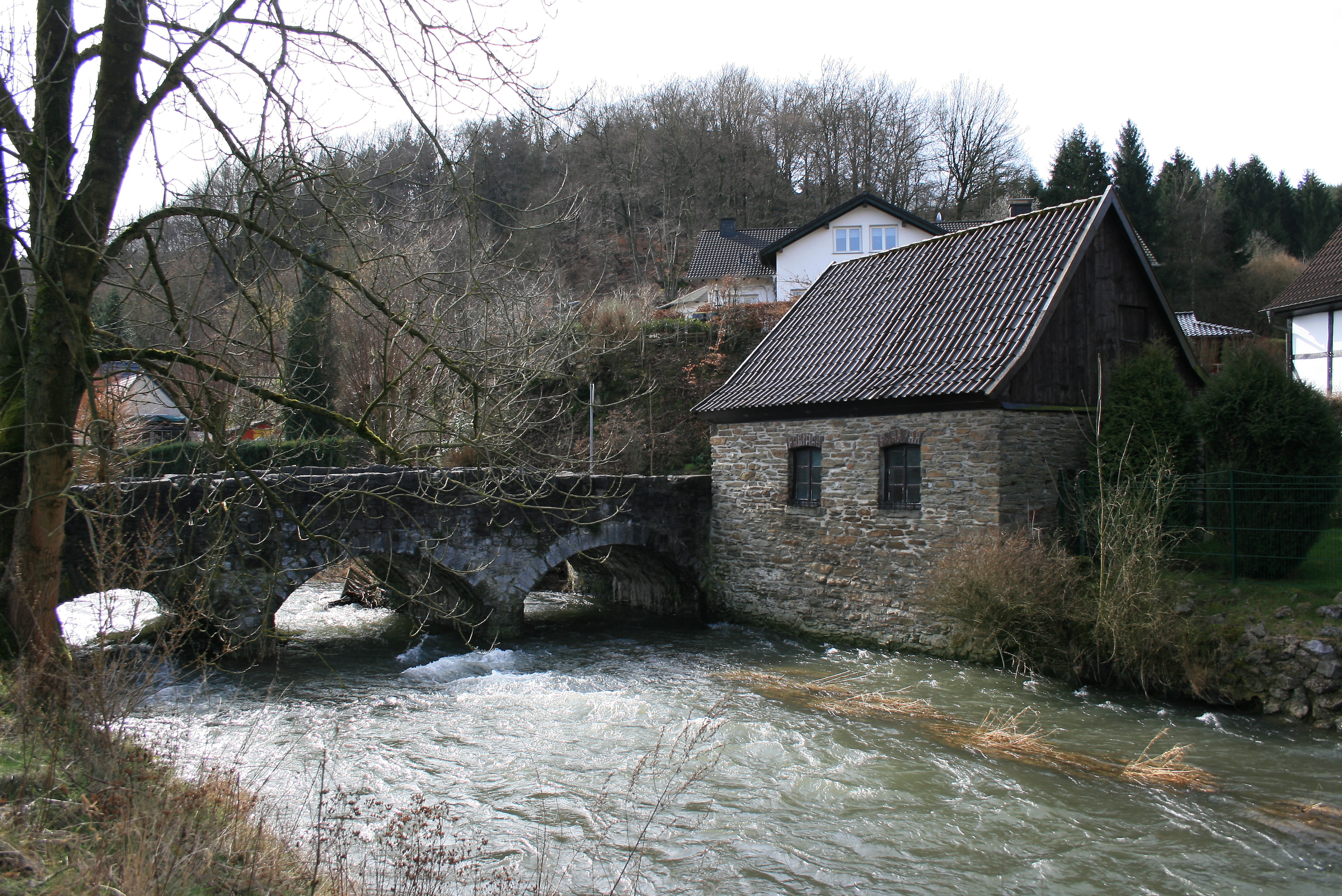
„Alte Schmiede“ und Hönne-Brücke in Volkringhausen

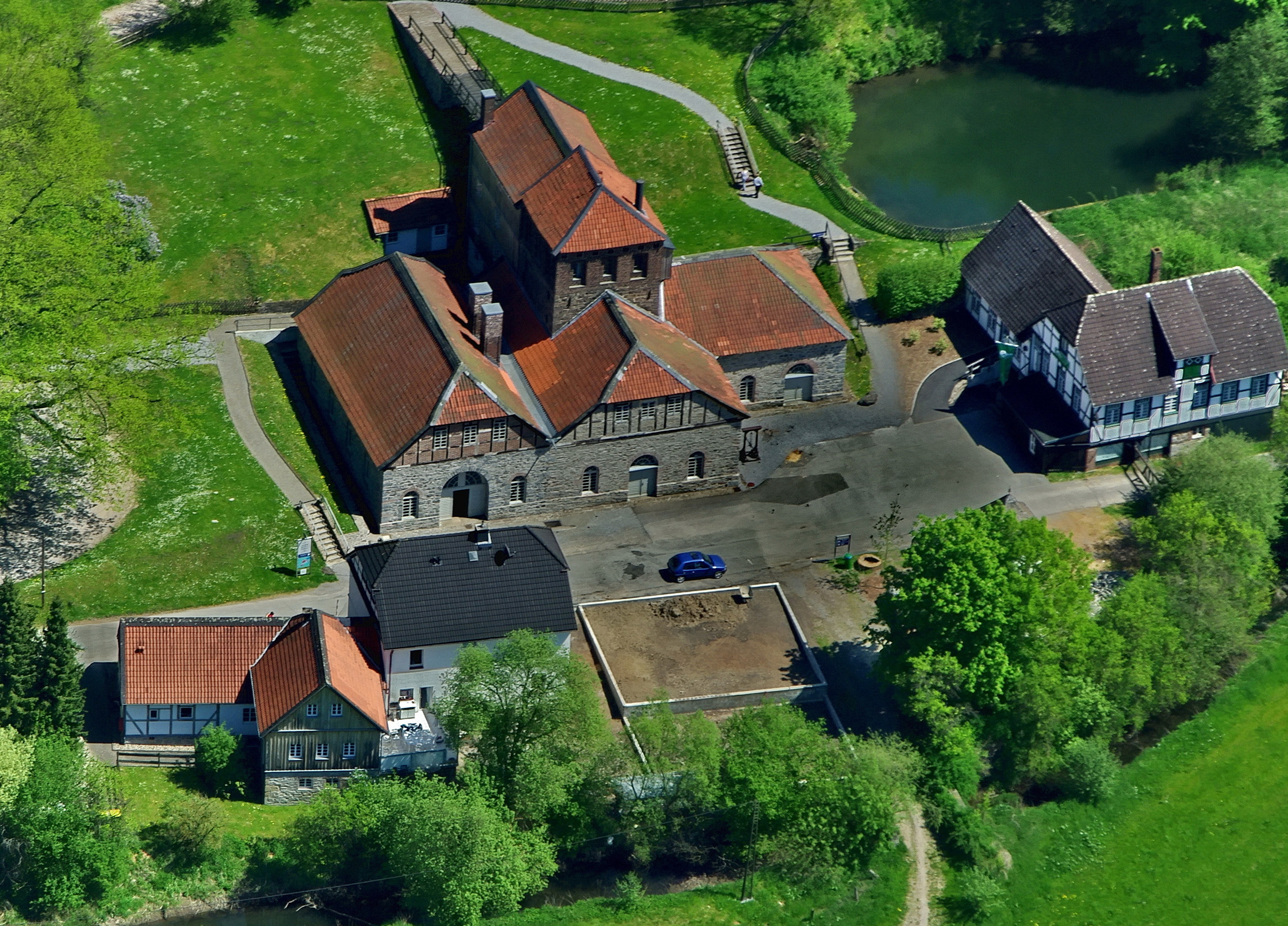
Luisenhütte, Wocklum

5. Brücke und ehemalige Schmiede in Volkringhausen
6. Huf- und Wagenschmiede Beckum
7. Wocklumer Mühle
8. Luisenhütte Wocklum
9. Trafo-Häuschen
10. Kalköfen
11. Kornmühle Langenholthausen

Industriekultur an der Ruhr

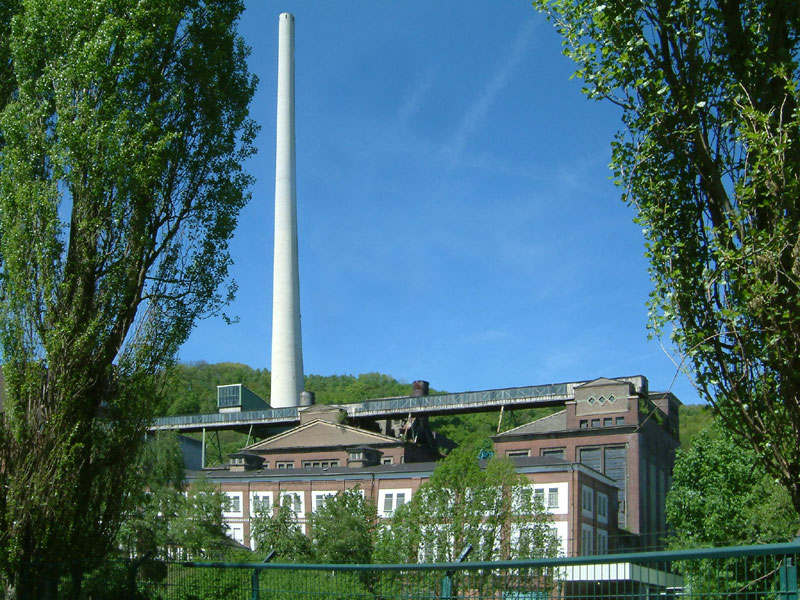
Das Cuno-Kraftwerk

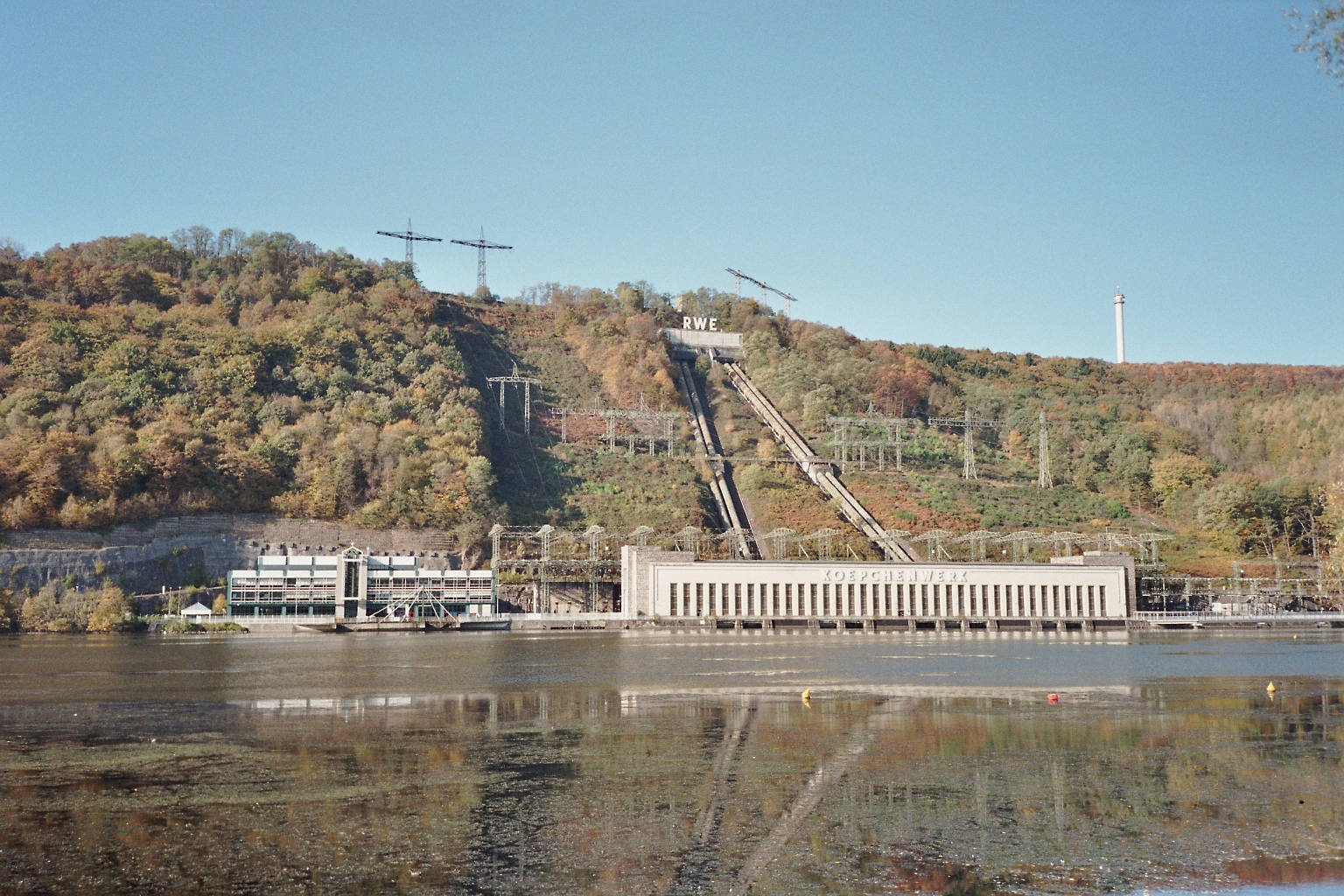
Das Koepchenwerk am Hengsteysee

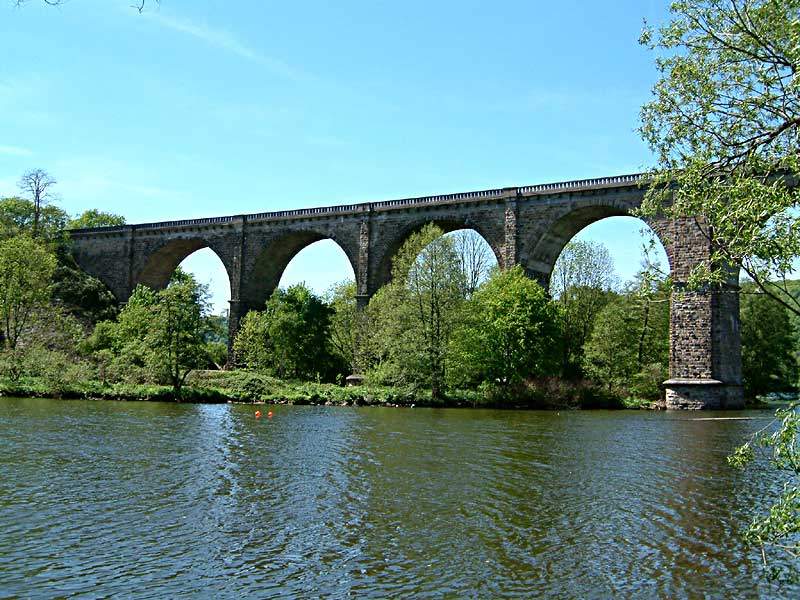
Der Ruhr-Viadukt in Herdecke

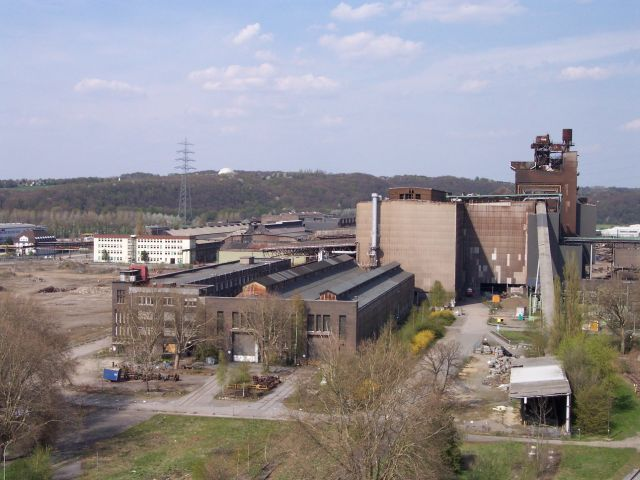
Gelände der Henrichshütte, Bereich Stahlwerk

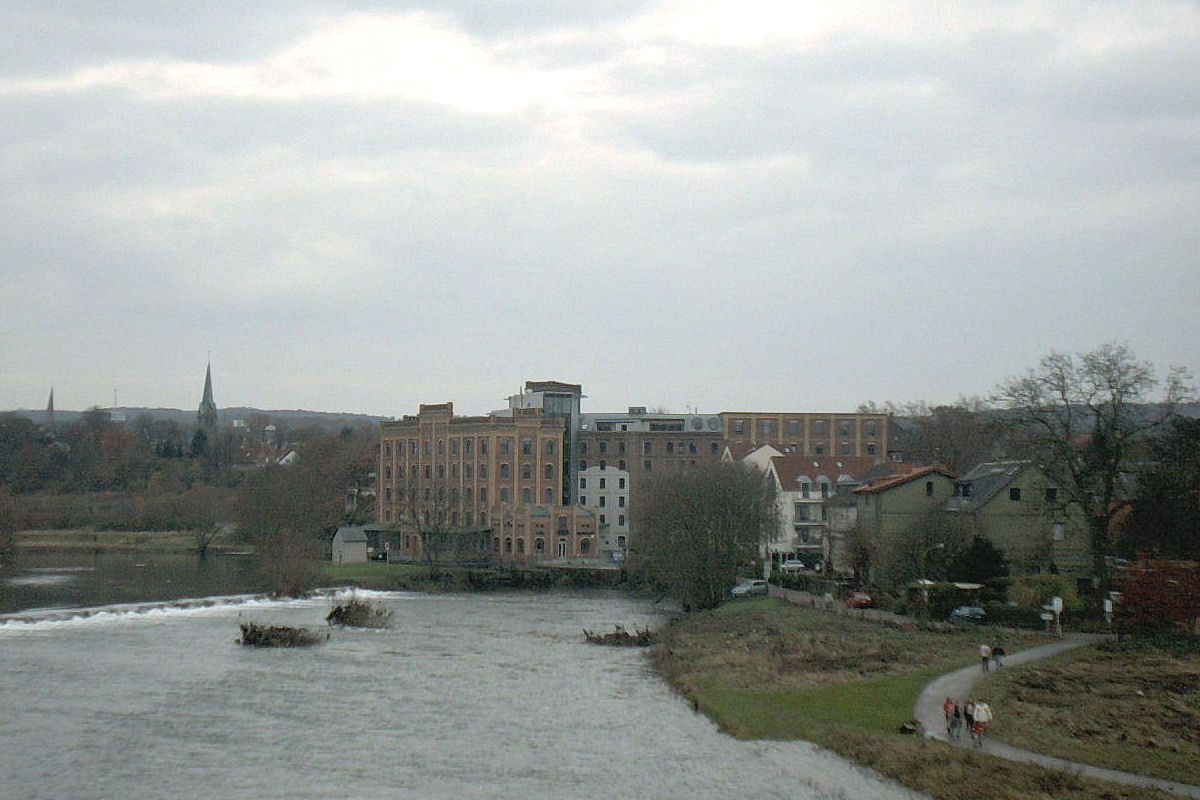
Birschel-Mühle, Hattingen

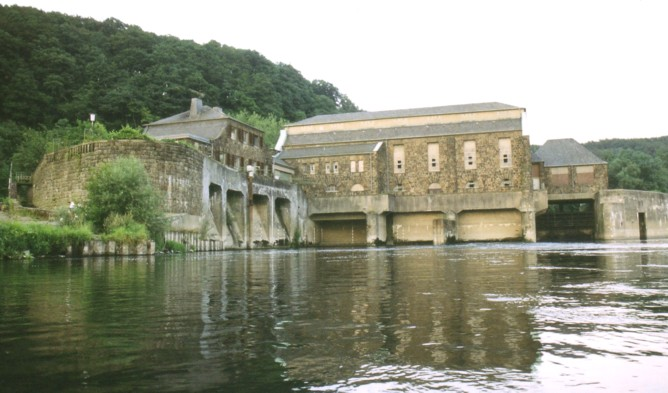
Blick vom Unterwasser auf das Kraftwerk Hohenstein

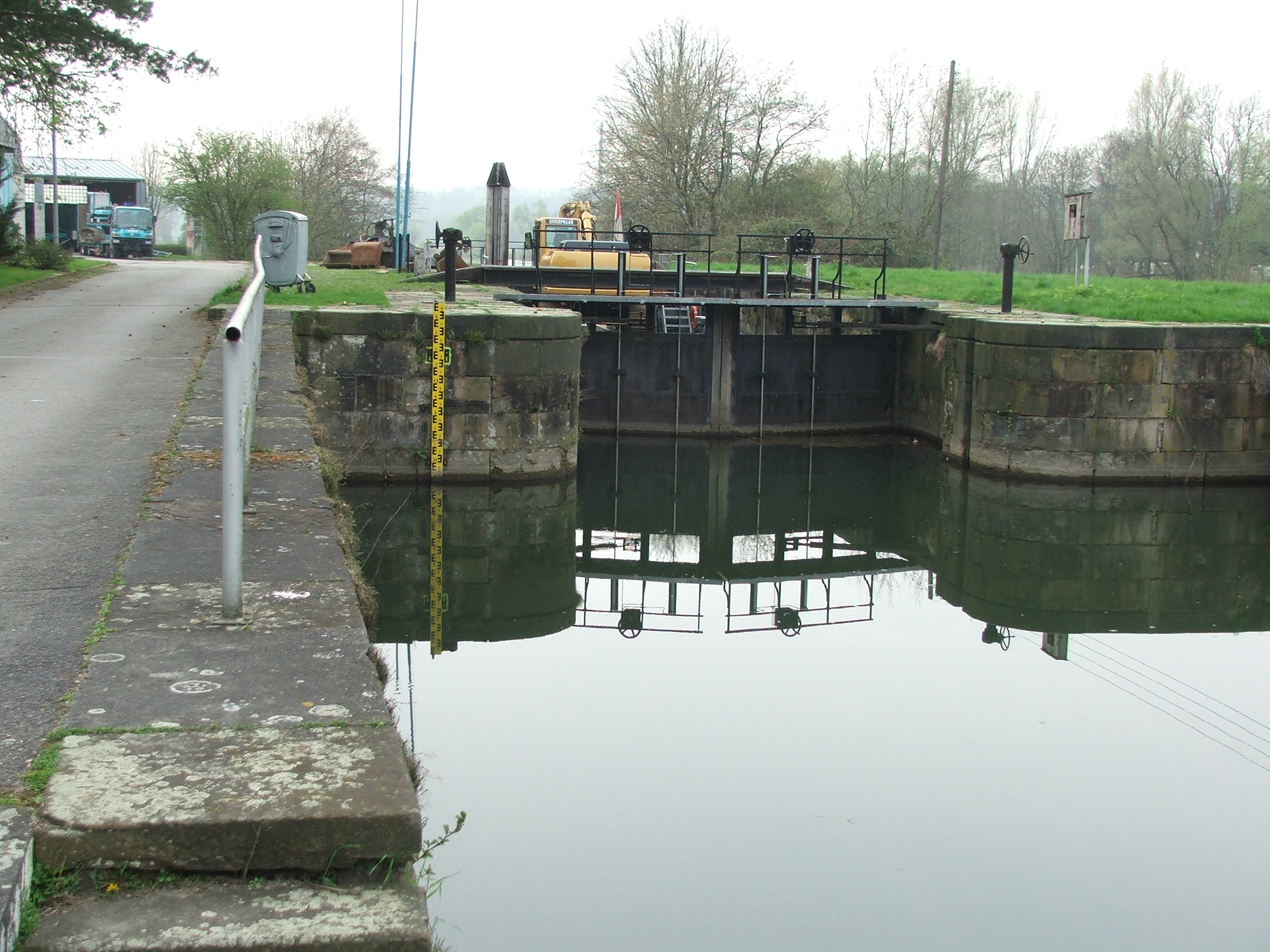
Schleuse Dahlhausen

Route: Herdecke, Hagen, Wetter, Witten, Hattingen
1. Koepchenwerk
2. Eisenbahnviadukt Herdecke
3. Fassaden der Kesselhäuser 6 und 7 des Elektromark-Kraftwerkes
4. Stollenmundloch Vereinigte Eulalia
5. Bahnhof Volmarstein, heute nur noch ohne Personenverkehr
6. Kraftwerk Harkort
7. Werkhalle und Fassadenteile der ehemaligen Firma Brünninghaus
8. Straßenfassaden des Wohnhauses für die Firma Bönnhoff, sowie die Werkhalle
9. Bahnhof Wetter
10. Wasserkraftwerk Hohenstein
11. Eisenbahnviadukt Witten
12. Ehemaliger Bahnhof Bommern-Tal
13. Wasserwerk
14. Industriemuseum Zeche Nachtigall (auf der ehemaligen Zeche Nachtigall)
15. Schleusenwärterhäuschen, Kanal und Wehr
16. Ehemaliges Brückenwärterhaus im Ruhrtal
17. Brennerei Sonnenschein
18. Ehemalige Mühle am Lohmannswehr
19. Wasserturm der Firma Luhn & Pulvermacher und Dittmann & Neuhaus
20. Ehemaliges Kontorgebäude eines Hammerwerkes bzw. einer späteren Pfannenschmiede in Blankenstein
21. Henrichshütte
22. Ehemaliges Bessemer-Stahlwerk
23. Ehemalige Färberei
24. Ruhrschleuse Winz
25. Ehemalige Mühle und Silo
26. Hauptbahnhof Hattingen
27. Schleuse Dahlhausen

Lenneroute

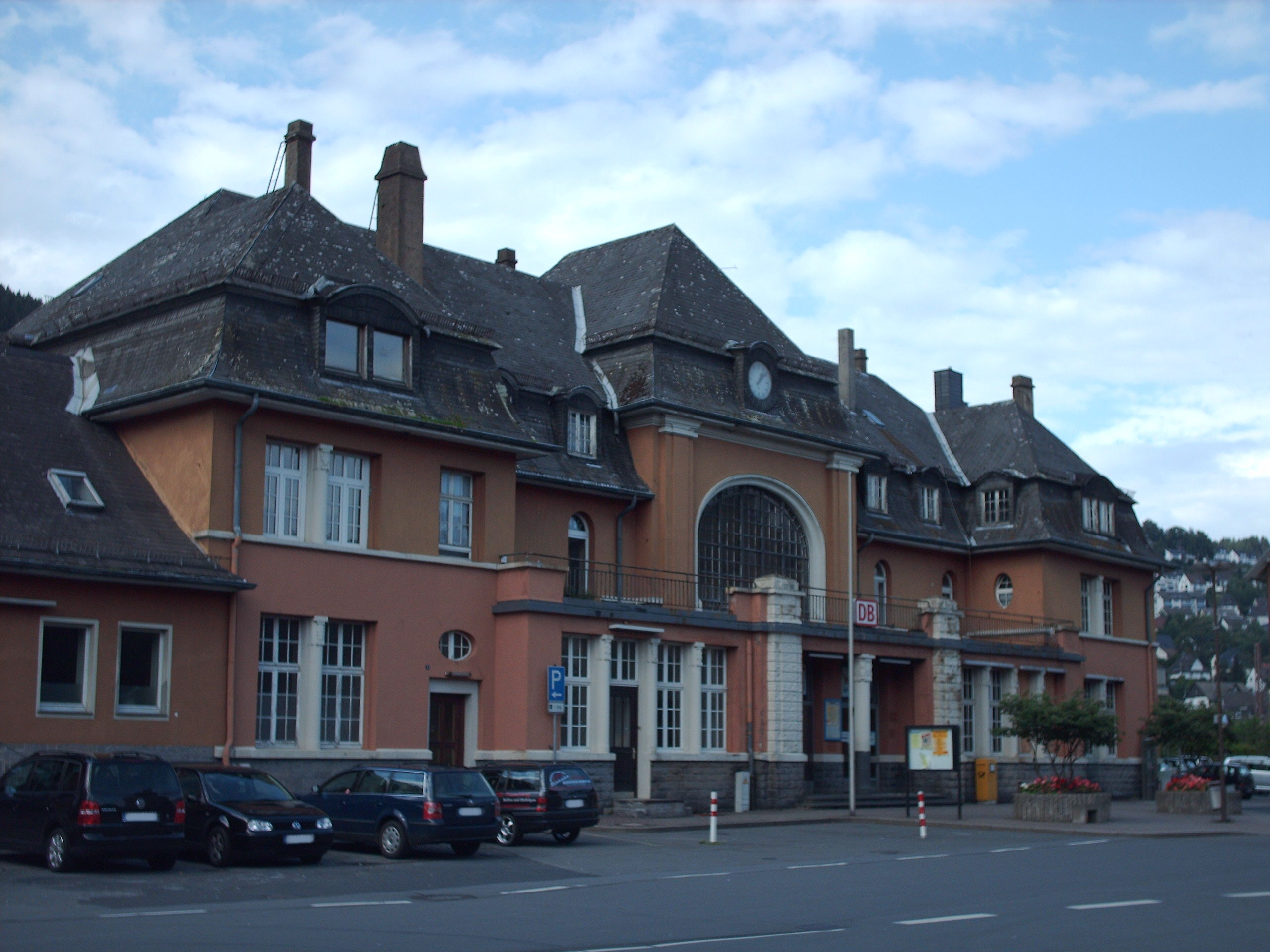
Bahnhofsgebäude Werdohl

Route: Hagen, Iserlohn, Altena, Werdohl, Plettenberg
1. Ehemalige Papierfabrik Buschmühle in Garenfeld
2. Firma Andernach & Bleck in Halden
3. Werkstattgebäude Marktstraße in Hohenlimburg
4. Ehemalige Schlossbrauerei Hohenlimburg
5. Lennewehr Hohenlimburg
6. Hoesch-Siedlung, Oststraße / Oeger Straße / Oeger Holz
7. Brücke über die Lenne in Stenglingsen
8. Dampflok Carl
9. Bahnhof Altena
10. Steinerne Brücke
11. Arbeitersiedlung, Werdohler Straße 12–32
12. Turbine und Generator der Firma Elektromark in Elverlingsen
13. Fabrikhalle und Uhrenturm Wilhelmsthal
14. Kraftwerk und Wehr Wilhelmsthal
15. Bahnbrücke über die Lenne in Ohle
16. Bahnhof Werdohl
17. Fußgängerbrücke „Schnapsbrücke“ über die Lenne in Werdohl
18. Portal des Eisenbahntunnels
19. Lennebrücke Hilfringhausen
20. Bahnhof Plettenberg-Eiringhausen
21. Reiter-Stellwerk Bahnhof Plettenberg
22. Bahnbrücke über die Lenne in Siesel
23. Sieseler Tunnel

Siehe auch: Lenneroute (Radwanderweg)
Plettenberg, die Bahn und der Transport auf Schienen
Route: Plettenberg
1. Bahnbrücke über die Lenne in Ohle
2. Bahnhof Plettenberg-Eiringhausen
3. Reiter-Stellwerk Bahnhof Plettenberg
4. Bahnbrücke über die Lenne in Siesel
5. Sieseler Tunnel
6. Ehemaliges Stationsgebäude, Haltepunkt 1
7. Bahnhof Plettenberg-Oberstadt

Vom Erzabbau zur Nadel

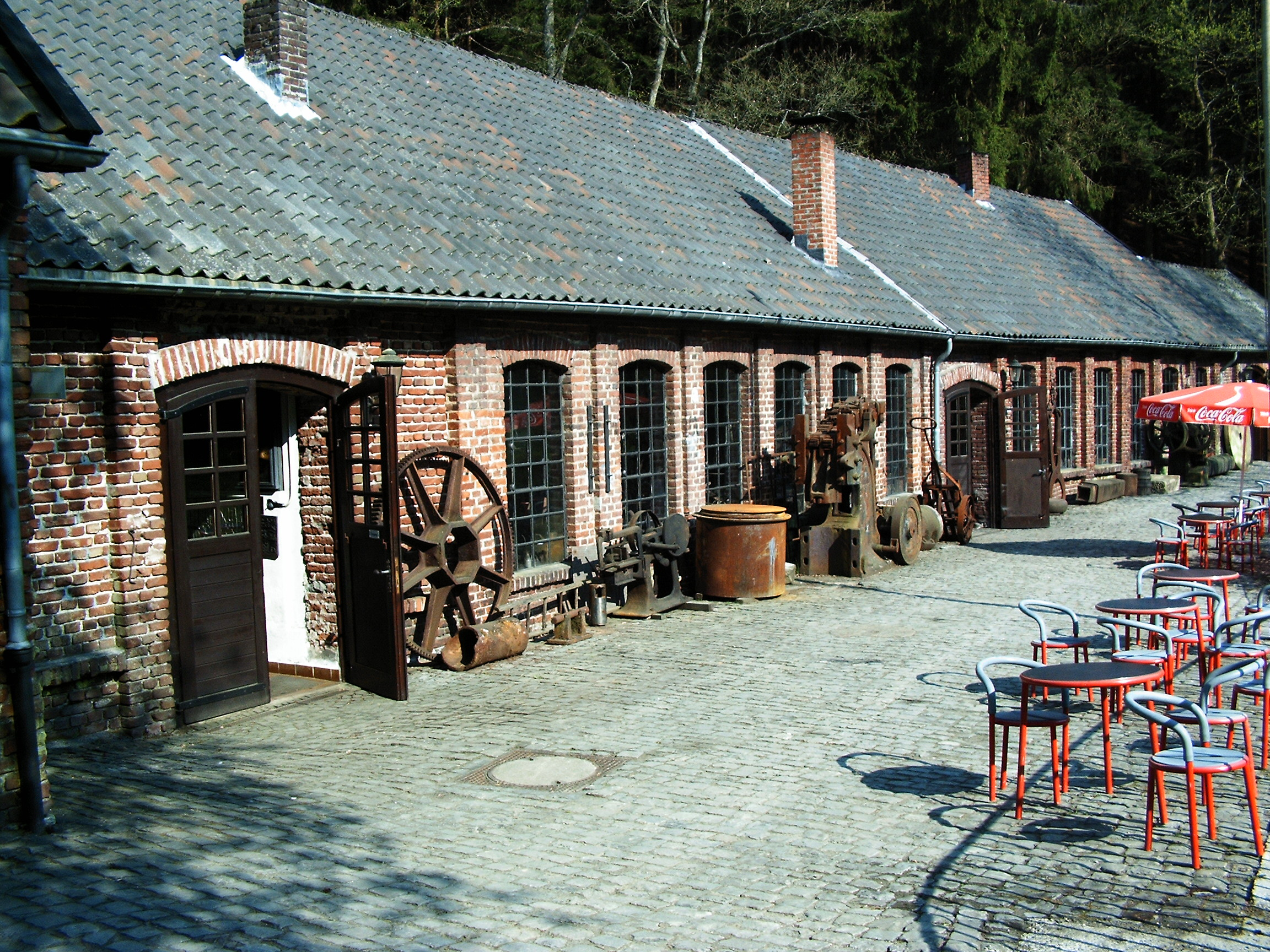
Vorderansicht des Bremecker Hammers

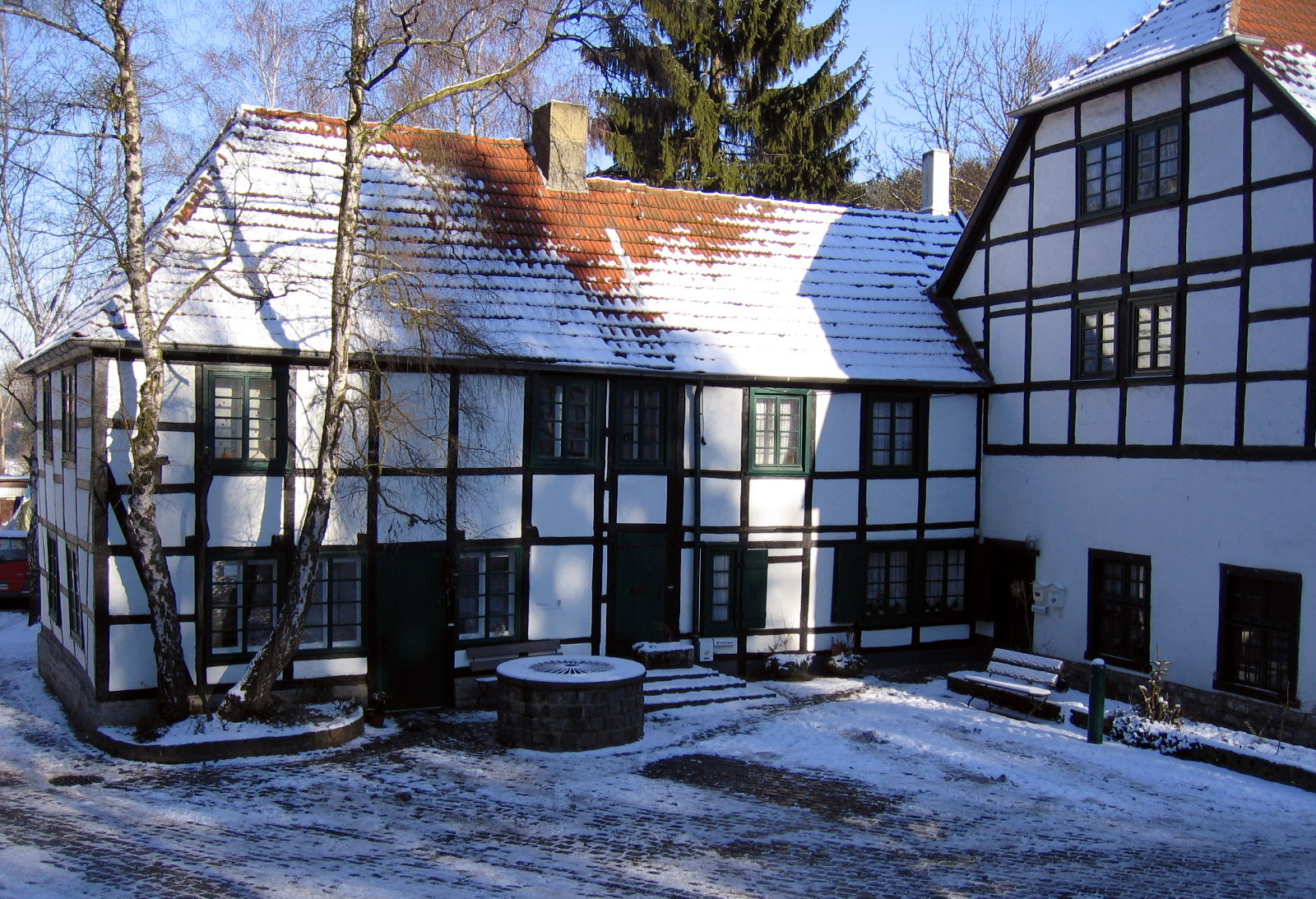
Ahlenschmiede der Fabrikanlage Maste-Barendorf

Route: Plettenberg, Neuenrade, Lüdenscheid, Altena, Iserlohn
1. Bärenberger Stollen
2. Rennofen Gut Berentrop
3. Bremecker Hammer in Brüninghausen
4. Drahtrolle „Am Hurk“ in Evingsen
5. Historische Fabrikanlage Maste-Barendorf

Vom Kemnader See durch das Muttental
Schwerpunkte liegen in Witten:
1. Wasserturm der Firma Luhn & Pulvermacher und Dittmann & Neuhaus
2. Ehemaliges Brückenwärterhaus im Ruhrtal
3. Brennerei Sonnenschein
4. Schleusenwärterhäuschen, Kanal und Wehr
5. Bergbauwanderweg Muttental
6. Industriemuseum Zeche Nachtigall (auf der ehemaligen Zeche Nachtigall)
7. Zeche Fortuna ins Westen
8. Zeche Egbert
9. Wetterschornstein Buchholz